# Actia atra
Actia atra är en tvåvingeart som först beskrevs av Macquart 1835.  Actia atra ingår i släktet Actia och familjen parasitflugor.
Artens utbredningsområde är Frankrike. Inga underarter finns listade i Catalogue of Life.